# Assise (Italie)
Pour les articles homonymes, voir Assise.
Assise (en italien : Assisi) est une ville italienne située dans la province de Pérouse en Ombrie.
Assise est surtout célèbre pour son apogée médiévale et pour être le lieu de naissance et de mort de François d'Assise, un des plus grands saints de l'Église catholique romaine et saint patron de l'Italie, ainsi que de Claire d'Assise, fondatrice de l’ordre des Clarisses. Pour son patrimoine exceptionnel, la ville est classée sur la liste du patrimoine mondial de l'Unesco.
Assise a été le siège de plusieurs rencontres interreligieuses, connues sous le nom de rencontres d'Assise, en 1986, 1993, 2002 et 2011.

## Géographie et climat
Assise est située au cœur de l'Ombrie, au contact des Apennins et de la vaste plaine qui s'étire de Spolète à Pérouse. Elle s'étend sur les contreforts nord-ouest du mont Subasio aménagés en terrasses, dans une position modérément surélevée par rapport à la vallée nord de l'Ombrie, à environ 26 km au sud-est de Pérouse.
Située entre l'antique via Flaminia qui remontait de la côte Adriatique et la vallée du Tibre, au Moyen Âge, la ville est une étape sur la route de Rome et sur celle de la Terre Sainte pour les pèlerins qui s'embarquent pour l'Orient à Ancône, dans les Marches voisines.
Le territoire communal d'Assise comprend des parties à la fois plates, vallonnées et de basse montagne. La ville, en raison de son emplacement sur une colline et surplombant la vallée de l'Ombrie, entre la plaine à l'ouest et l'est plus montagneux, a un climat agréable avec des étés chauds mais pas étouffants, et des hivers peu rigoureux. L'hiver, des vents froids du nord, qui courent le long du bord nord-ouest du mont Subasio, peuvent toutefois considérablement abaisser la température perçue. Une à deux fois par an, la neige apparaît également dans la ville, mais grâce à sa position abritée, elle tombe rarement en quantités importantes. Le printemps et l'automne sont souvent pluvieux et assez chauds.
Les parties du territoire municipal situées dans la vallée, en revanche, ont un climat caractérisé par des étés légèrement plus chauds que la ville, parfois étouffants en raison de l'humidité plus élevée, tandis qu'en automne et en hiver, par temps clair, elles sont souvent couvertes d'un brouillard qui dure parfois toute la journée.
En hiver, il peut geler à la fois dans la ville et dans la vallée en contrebas, avec des températures nocturnes parfois même bien en dessous de zéro degré. Le territoire au nord de la ville, qui s'étend vers les communes de Nocera Umbra, Gualdo Tadino et Valfabbrica, est un territoire de basse montagne, et a donc un climat plus proche de celui de la montagne, avec des étés pas trop chauds et généralement venteux, tandis que les hivers sont parfois rudes avec des chutes de neige localement abondantes, surtout à la suite des incursions d'air froid du nord-est.

## Histoire

### De la fondation aux invasions barbares
Les plus anciennes traces de présence humaine dans la région d'Assise remontent au néolithique.
Aux alentours de 1000 av. J.-C., des migrants s'installent dans la haute vallée du Tibre, jusqu'à la mer Adriatique, mais aussi dans le voisinage d'Assise. On les appelle Ombriens. Ils vivent dans des petites unités fortifiées sur les hauteurs.

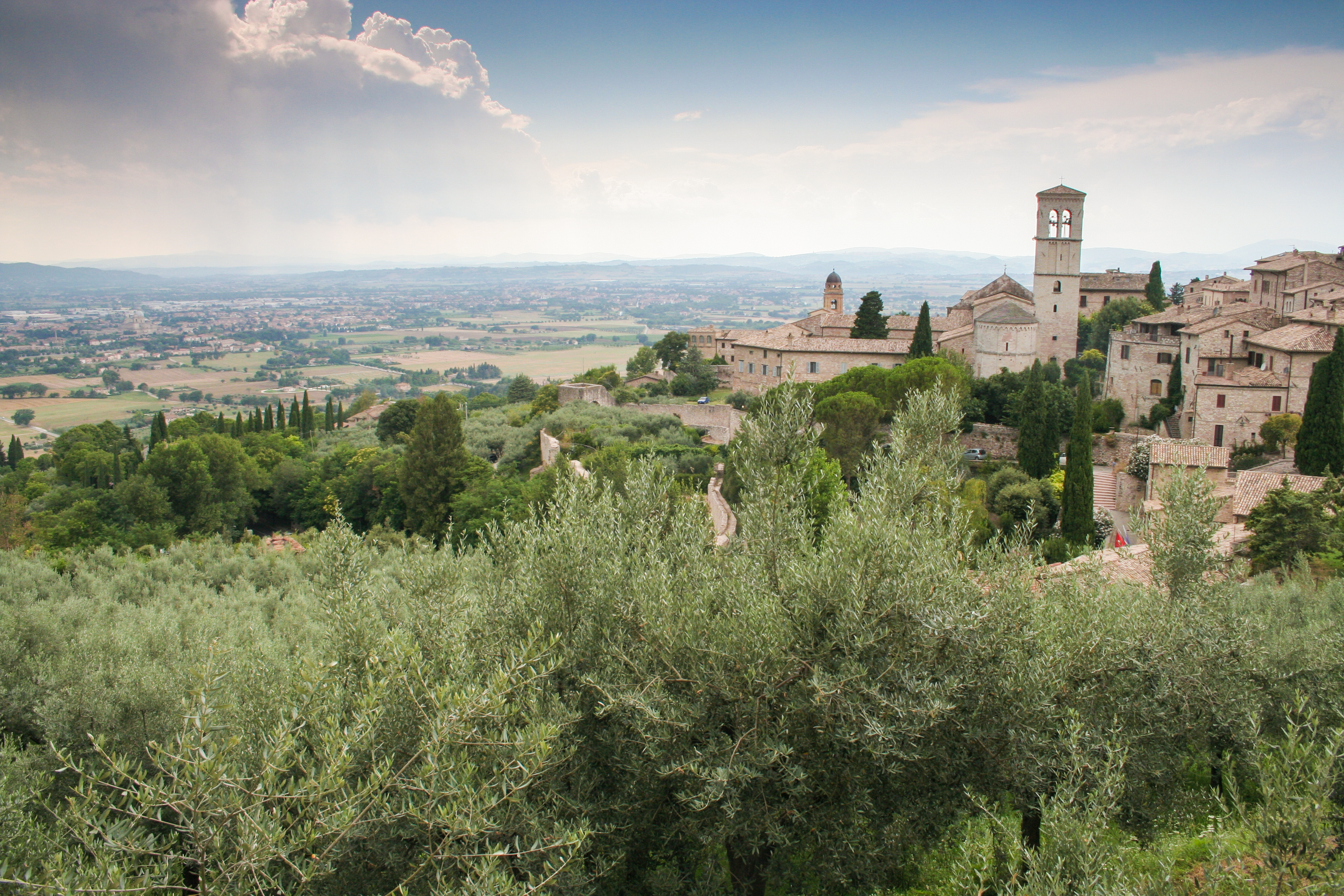
Assise et plaine d'Assise

De nombreuses découvertes archéologiques indiquent qu'Assise tire ses origines d'un petit village habité par les Ombriens présents à l'époque de la culture de Villanova (IXe – VIIIe siècle av. J.-C.). Comme le montrent diverses découvertes, les Ombriens ont entretenu des relations importantes (surtout commerciales) avec les Étrusques installés sur la rive ouest du Tibre, dont ils différaient cependant par la langue et la culture. À partir de 450 av. J.-C., les Étrusques s'emparent de la région.
Les Romains, en 295 av. J.-C., imposent leur domination en Italie centrale lors de la bataille de Sentinum. La ville porte le nom d'Asisium et commence réellement à se construire à partir du IIe siècle av. J.-C. En 89 av. J.-C., elle devient un municipe et est un centre économique et social important de l'Empire romain. Son toponyme a des origines prélatines et, conservant une étymologie incertaine, il est interprété de deux manières différentes : Ville du faucon, ou de l'origine latine os ou torrent, en référence à la rivière Assino. On peut encore voir à Assise les murs de la ville ancienne (qui protégeaient un territoire de plus de cinquante hectares), le forum (place de la commune), un théâtre, un amphithéâtre et le temple dédié à Minerve, devenu ensuite l'église Santa Maria sopra Minerva.
Le christianisme est présent à Assise dès 238, sous l'impulsion de l'évêque Rufin, qui fut ensuite martyrisé. Selon la légende, sa dépouille serait présente dans la cathédrale San Rufino.
Après la chute de l'Empire romain, les Goths de Totila  détruisent la majeure partie de la cité en 545. Conquise par les Byzantins, elle passe peu de temps plus tard (568) sous la domination lombarde et est annexée au duché de Spolète dont elle partage le sort jusqu'au début du XIIe siècle.

### De l'âge communal à la Renaissance

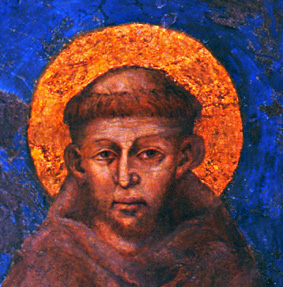
Cimabue, Saint François, détail.

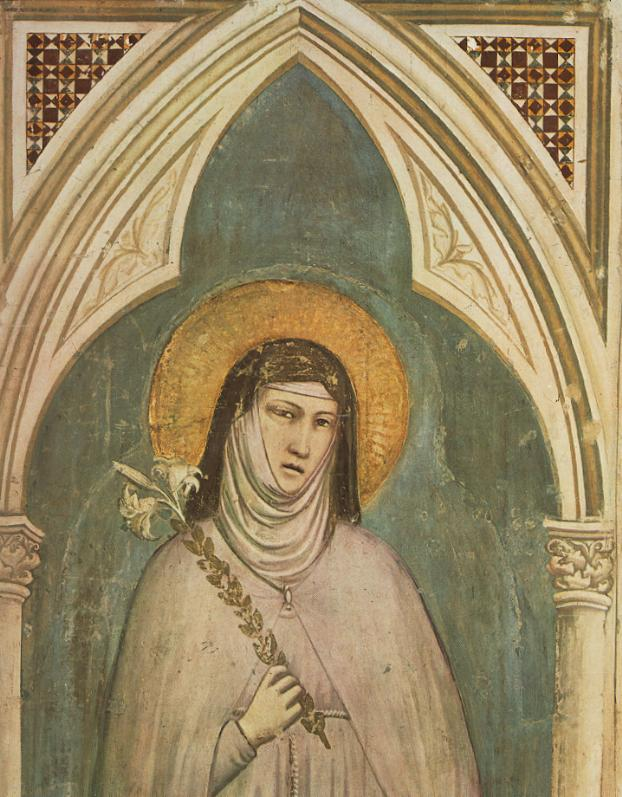
Giotto, sainte Claire tenant un lys.

Assise commence à se développer à partir du Xe siècle, sous l'influence de l'évêque en résidence, du  chapitre de chanoines et des monastères bénédictins situés en ville, comme le monastère Saint-Pierre, réformé par Cluny au XIe siècle et reconstruit entre la fin du XIIe et le milieu du XIIIe siècle, ou le monastère Saint-Benoît sur le mont Subasio.
La splendeur d'Assise débute au XIe siècle : comme beaucoup de communes italiennes, Assise connaît un apogée médiéval entre le XIe siècle et le XIVe siècle (jusqu'à la peste noire de 1348).
Après une période de guerres, en 1174, elle est assiégée et conquise par Frédéric Barberousse, qui donne l'investiture de la ville au duc Conrad de Lutzen, également connu sous le nom de Conrad d'Urslingen : Assise devient une domination impériale quand les soulèvements populaires de 1198 inaugurent une période de luttes internes et de guerres avec Pérouse, sa voisine. Entre 1181 et 1182, François, fils de Pietro di Bernardone et de Madonna Pica, naît à Assise : le futur saint  par son œuvre et son humanité, marquera l'histoire du lieu. La cité, qui fait partie du duché de Spolète, est soumise à des seigneurs allemands. En 1198, les habitants d'Assise, fatigués de l'arrogance du duc d'Urslingen, se rebellent et l'expulsent de la ville. Le père de François est le représentant typique des gens du popolo, c’est-à-dire cette bourgeoisie montante qui, en dépit de sa richesse et de ses aptitudes, demeure exclue du pouvoir ; ceux-ci créent alors la commune d'Assise et essaient d'élargir leurs prérogatives aux dépens de celles des nobles, une vingtaine de familles solidaires de l’ancien régime politique et social.
Au XIIe siècle, Assise est plutôt gibeline, alors que sa puissante voisine, Pérouse, est guelfe ; les guerres entre les deux cités sont fréquentes. Des familles nobles, chassées d'Assise, se sont réfugiées à Pérouse. Prenant fait et cause pour eux, Pérouse envahit le territoire d'Assise en novembre 1202. Lors de la bataille de Ponte San Giovanni, François d'Assise est fait prisonnier, enclenchant le processus qui le mènera à la mendicité puis à la sainteté, avec la fondation de l'ordre religieux masculin des Frères mineurs. Les conséquences de la bataille sont importantes pour Assise qui doit accepter en 1203 les conditions des vainqueurs : réintégration des lignages aristocratiques expulsés, reconstruction de leurs demeures et indemnisation des préjudices subis. Cherchant des soutiens, la commune jure fidélité en 1204 au légat pontifical et obtient l'appui de l'empereur Philippe de Souabe qui promulgue un diplôme en sa faveur l'année suivante.
En 1210, un accord définitif est conclu entre les maiores, les membres des lignages nobles, et le reste des citoyens, les minores, qui met fin aux troubles qui durent depuis 1198, mais surtout qui affranchit tous les habitants encore soumis à des obligations vis-à-vis d'un maître ou d'un seigneur en raison de leur condition servile.
En 1217, l'existence de statuts communaux, véritable législation municipale s'imposant aux habitants de la cité est mentionnée pour la première fois. Seul l'évêque conserve alors un certain pouvoir face à la commune.
À la fin de la première moitié du XIIIe siècle, Assise subit divers sièges des troupes sarrasines et tartares appartenant à la grande armée de Frédéric II de Souabe. Les troupes impériales dévastent la campagne à plusieurs reprises, mais la ville, grâce à la valeur de ses milices et au charisme de sainte Claire (qui aurait notamment en 1240 bénéficié du concours d'une hostie consacrée ce qui est considéré comme un miracle eucharistique), résiste aux incursions. Dans les années suivantes, les Guelfes et les Gibelins contrôlent alternativement la ville qui, par la suite, passe sous la domination de l'Église, de Pérouse, de Jean Galéas Visconti, des Montefeltro, de Braccio da Montone, pour finir sous le contrôle de Francesco Sforza.
Au XIIIe siècle, l'urbanisme d'Assise dépasse les murailles antiques qui sont agrandies en 1260 puis en 1316, pour atteindre 2 300 mètres de développement linéaire. Les maisons de pierre à un ou deux étages sont reliées entre elles par des venelles étroites et des escaliers. Sur la place du marché et dans le quartier aristocratique de Murorupto, de hautes maisons-tours s'élèvent, semblables à celles de Bologne et San Gimignano, où résident les membres des principaux clans aristocratiques qui dominent la vie de la cité. Son dynamisme et sa prospérité sont aussi liés à sa vitalité religieuse puisque, outre François, Assise est également renommée pour sainte Claire, sa contemporaine, qui y a fondé, à son exemple, l'ordre religieux féminin des Clarisses.
En novembre 1442, Assise, défendue à cette époque par Alessandro Sforza, subit le siège des troupes commandées par Piccinino. Après plusieurs jours de vaines tentatives, celles-ci, grâce à l'aide d'un frère traître, parviennent à pénétrer à l'intérieur des murs. La ville est dévastée et pillée, mais Piccinino s'oppose à sa destruction complète  en refusant les 15 000 florins offerts par les Pérusiens à cet effet. Les factions liées aux familles Nepis (de la « Parte de Sopra ») et aux familles Fiumi (de la « Parte de Sotto ») s'affrontent jusqu'au XVIe siècle lorsque l'Ombrie est conquise par le pape Paul III, permettant à la cité de connaître une période de paix et de tranquillité.
Assise participe marginalement à la Renaissance. Abritant la basilique Saint-François, la ville accueille régulièrement de nombreux pèlerins.

### De l'ère moderne à aujourd'hui
À partir du XVIIe siècle, grâce à la fondation d'instituts et d'académies, l'activité culturelle reprend, interrompue par la période des guerres napoléoniennes (1799), lorsque les troupes françaises sous le commandement de Napoléon Bonaparte saccagent la ville et de nombreuses œuvres d'art.
En 1860, après un plébiscite unanime, Assise rejoint l'Etat italien naissant. L'unification permet à la ville de s'ouvrir progressivement sur l'extérieur, grâce également à la construction d'un triage ferroviaire. Avec la découverte des corps de saint François (1818) et sainte Claire (1850), Assise devient une destination privilégiée pour les pèlerinages ; le tourisme religieux permet la renaissance de l'économie locale.
Pendant la Seconde Guerre mondiale, dans la période qui suit l'armistice de Cassibile le 8 septembre 1943 et l'occupation allemande, Assise est envahie par des réfugiés, dont plus de 300 Juifs. L'évêque Giuseppe Placido Nicolini, assisté du secrétaire, Don Aldo Brunacci et du gardien du couvent de Saint-Damien, le père Rufino Niccacci, transforme Assise en l'un des principaux centres de la résistance civile italienne à l'Holocauste. Déguisés en frères et nonnes, cachés dans les sous-sols et les caves, camouflés parmi les déplacés, munis de faux documents, les juifs qui se sont réfugiés à Assise sont protégés par un réseau de solidarité qui s'étend également à d'autres régions de l'Ombrie et a des contacts, notamment à travers le cycliste Gino Bartali, avec les centres de résistance et de financement de DELASEM en Ligurie et en Toscane.
Parmi les réfugiés, il y a des femmes, des enfants, des personnes âgées, des malades, qui ont besoin de soins et d'assistance au quotidien. Une école est même organisée où les enfants juifs peuvent recevoir une éducation religieuse juive. En février 1944, le colonel allemand Valentin Müller, commandant militaire de la ville d'Assise, la fait déclarer « ville hôpital » (Lazarettstadt) par sa hiérarchie et l'évêque Giuseppe Placido Nicolini, pour en évacuer les troupes et éviter les affrontements armés dans la ville : aucun juif ne sera expulsé d'Assise. En juin 1944, il fait évacuer deux mille blessés et le personnel hospitalier pour protéger la ville des bombardements alliés.
Après la guerre, Mgr Giuseppe Placido Nicolini, Don Aldo Brunacci et le père Rufino Niccacci reçoivent la haute distinction de justes parmi les nations de l'Institut Yad Vashem à Jérusalem, ainsi que Luigi et Trento Brizi qui, dans leur petite boutique de souvenirs près de la place Santa Chiara, imprimèrent de nombreux faux documents d'identité. En 1985, le film The Assisi Underground d'Alexander Ramati reconstitue les événements de ces années. En 2004, la médaille d'or de la vaillance civile est décernée à la ville d'Assise pour l'engagement civique manifesté par l'ensemble de la population.
Le 27 octobre 1986, à l'initiative du pape Jean-Paul II, se tient la première des rencontres d'Assise, où des représentants de toutes les religions du monde prient côte à côte pour la paix au nom de saint François, prophète de la paix, tel que le pontife lui-même l’a défini, initiant l’« esprit d'Assise ».
Un tremblement de terre, le 26 septembre 1997 endommage la ville et particulièrement la basilique Saint-François, où l'effondrement d'une partie de la voûte de l'église supérieure entraîne la mort de quatre personnes. Deux années de travaux sont nécessaires pour rendre la basilique au public et aux fidèles. Des travaux de renforcement et d'injection de résine sont entrepris pour la consolider. Les fresques de Cimabue sont rénovées et restaurées à cette occasion, mais le tremblement de terre leur a causé des dommages importants.
En 2000, la ville d'Assise, la basilique papale Saint-François, celle de Sainte-Marie-des-Anges et les autres lieux franciscains, avec presque tout le territoire municipal, constituent un site inscrit sur la liste du patrimoine mondial de l'UNESCO.
Le 20 septembre 2016, le pape François se rend à Assise pour rencontrer les moines franciscains.

### Honneurs
Par un décret du président de la République (comme le prévoit la pratique, sur proposition du président du Conseil des ministres) en 2011, le service héraldique du gouvernement renouvelle le gonfalon d'Assise - déjà ab antiquo, du XIVe siècle, privilège urbain, avec la devise Seraphica Civitas, apposée par la municipalité sur les enseignes et, plus généralement, sur les armoiries de la ville.

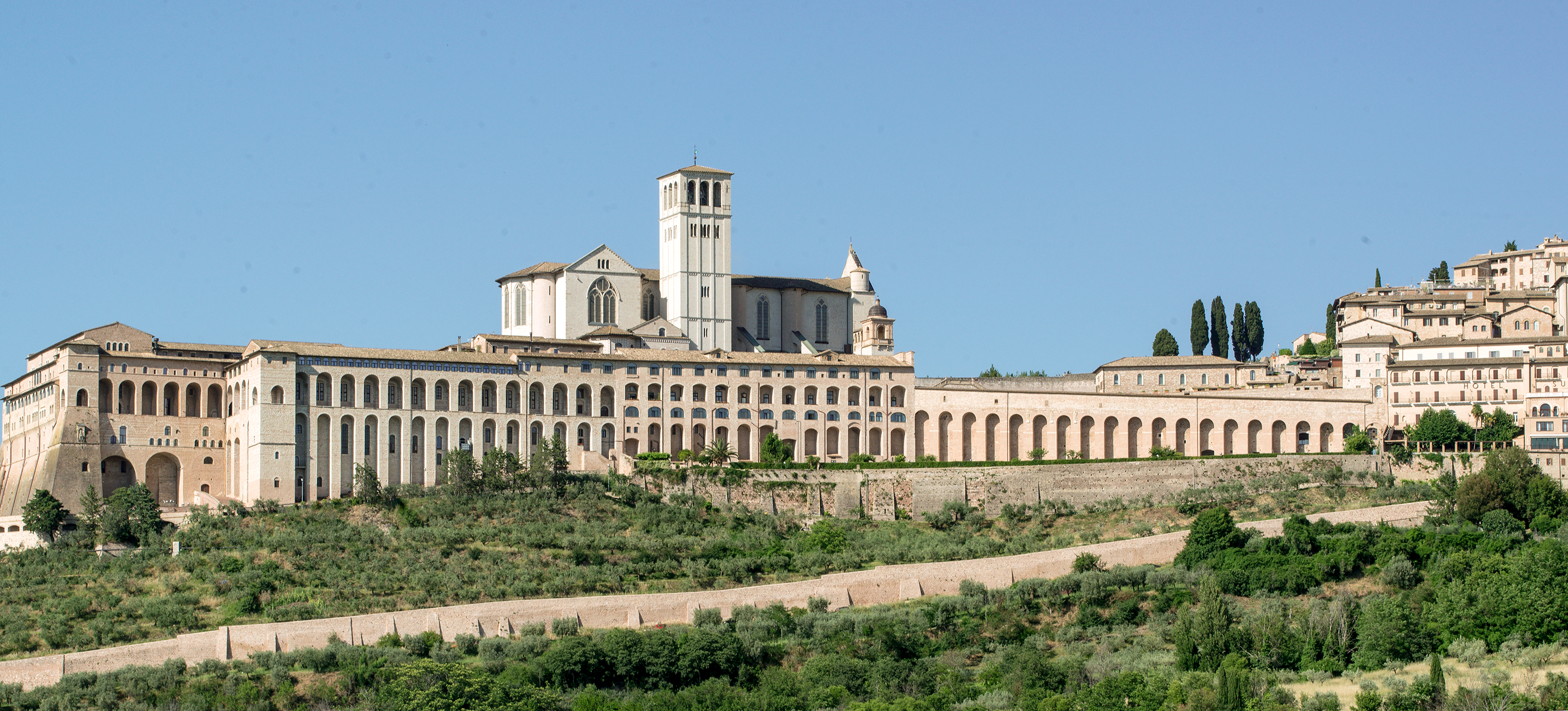
Vue générale depuis le Val di Spoleto.
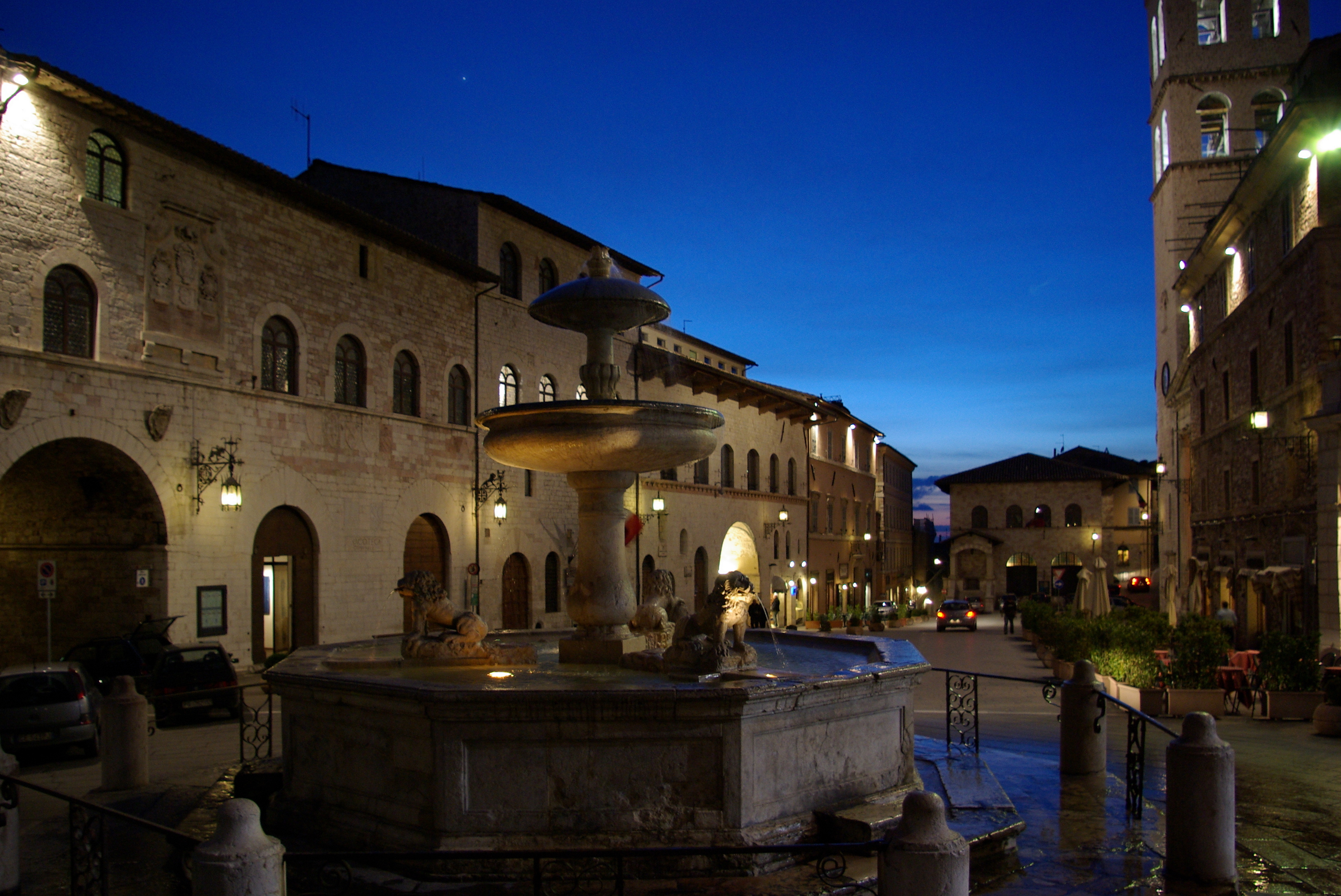
La Piazza del Comune.
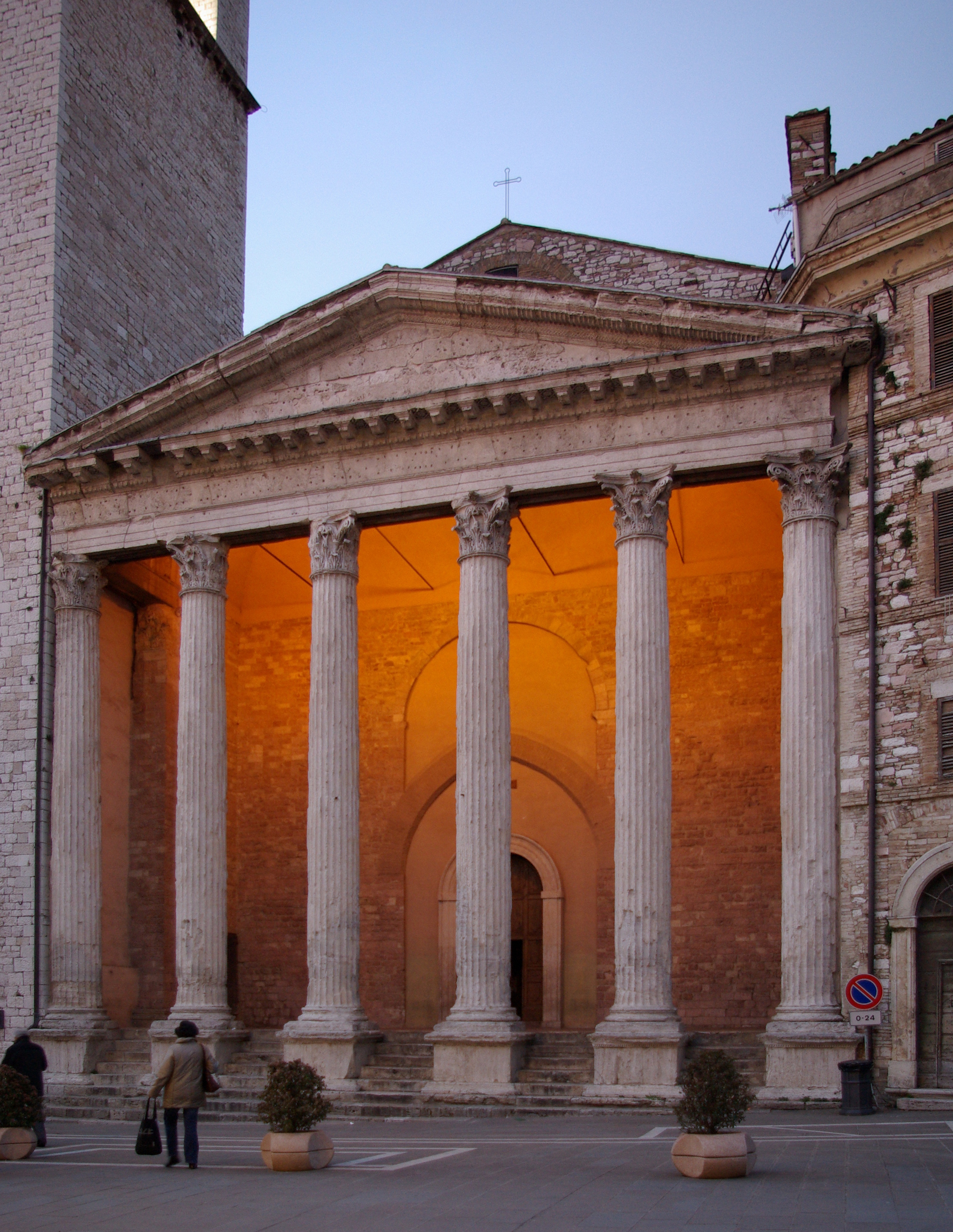
Temple de Minerve.
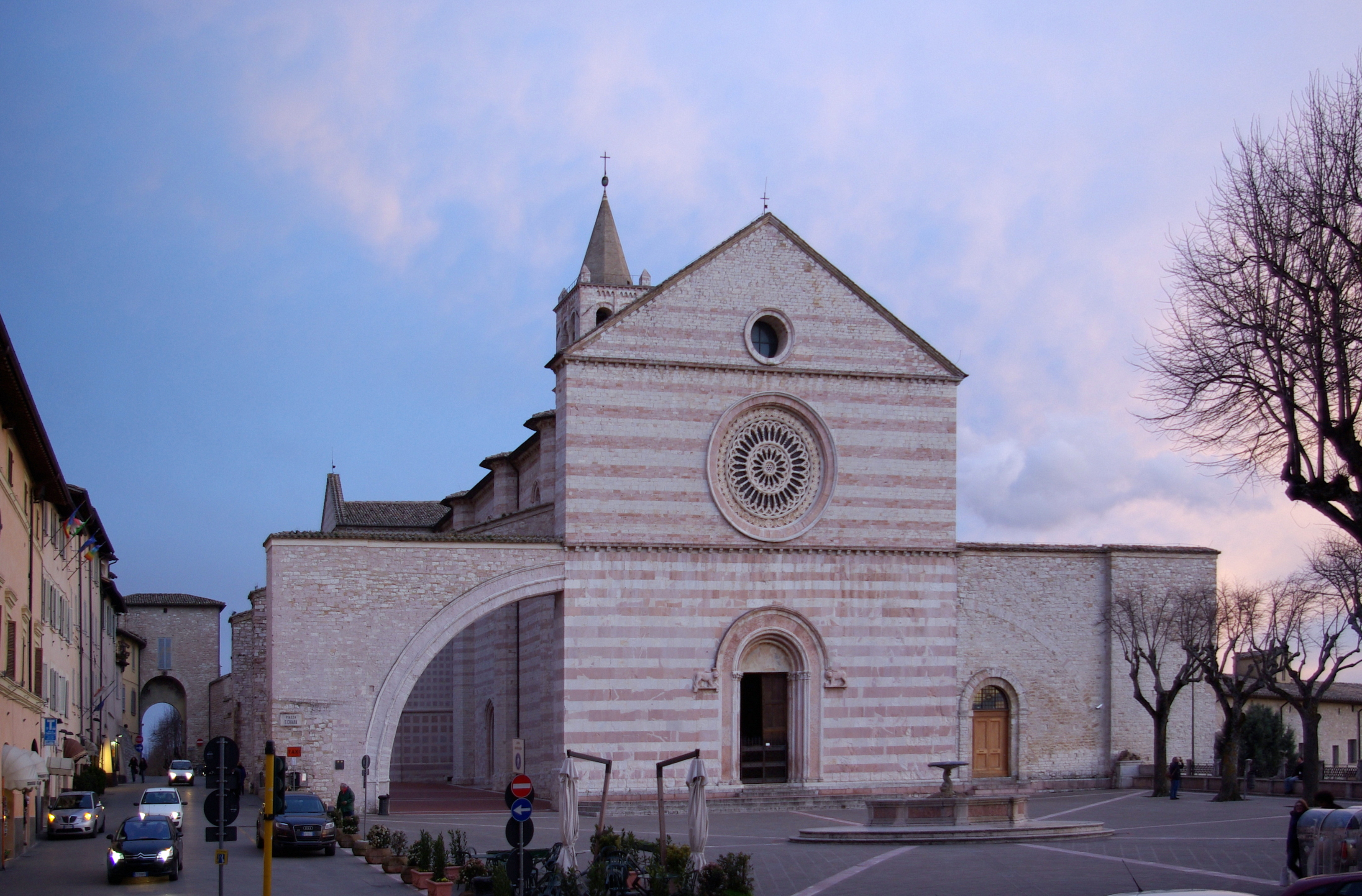
Basilique Sainte-Claire.
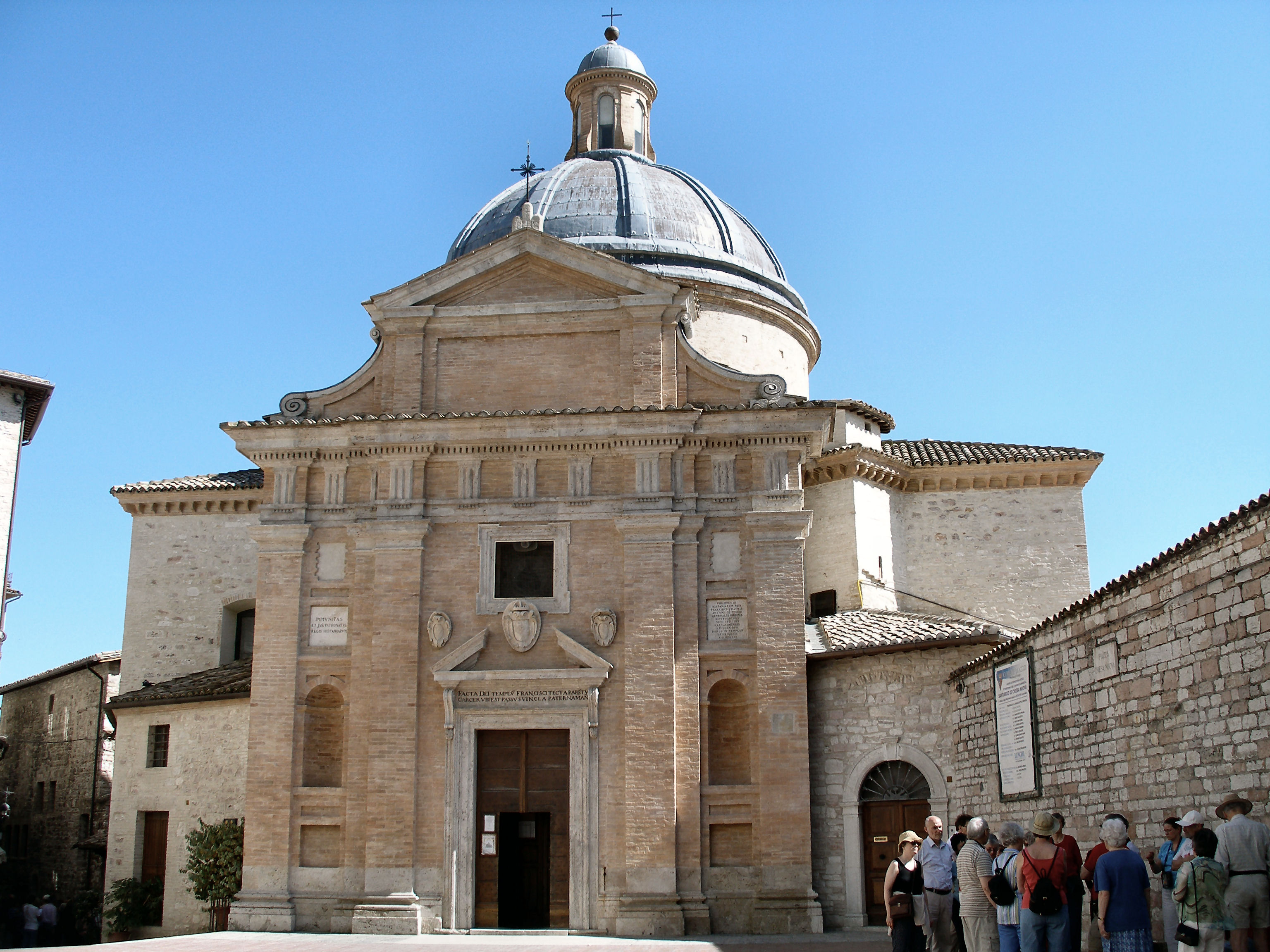
Chiesa Nuova.
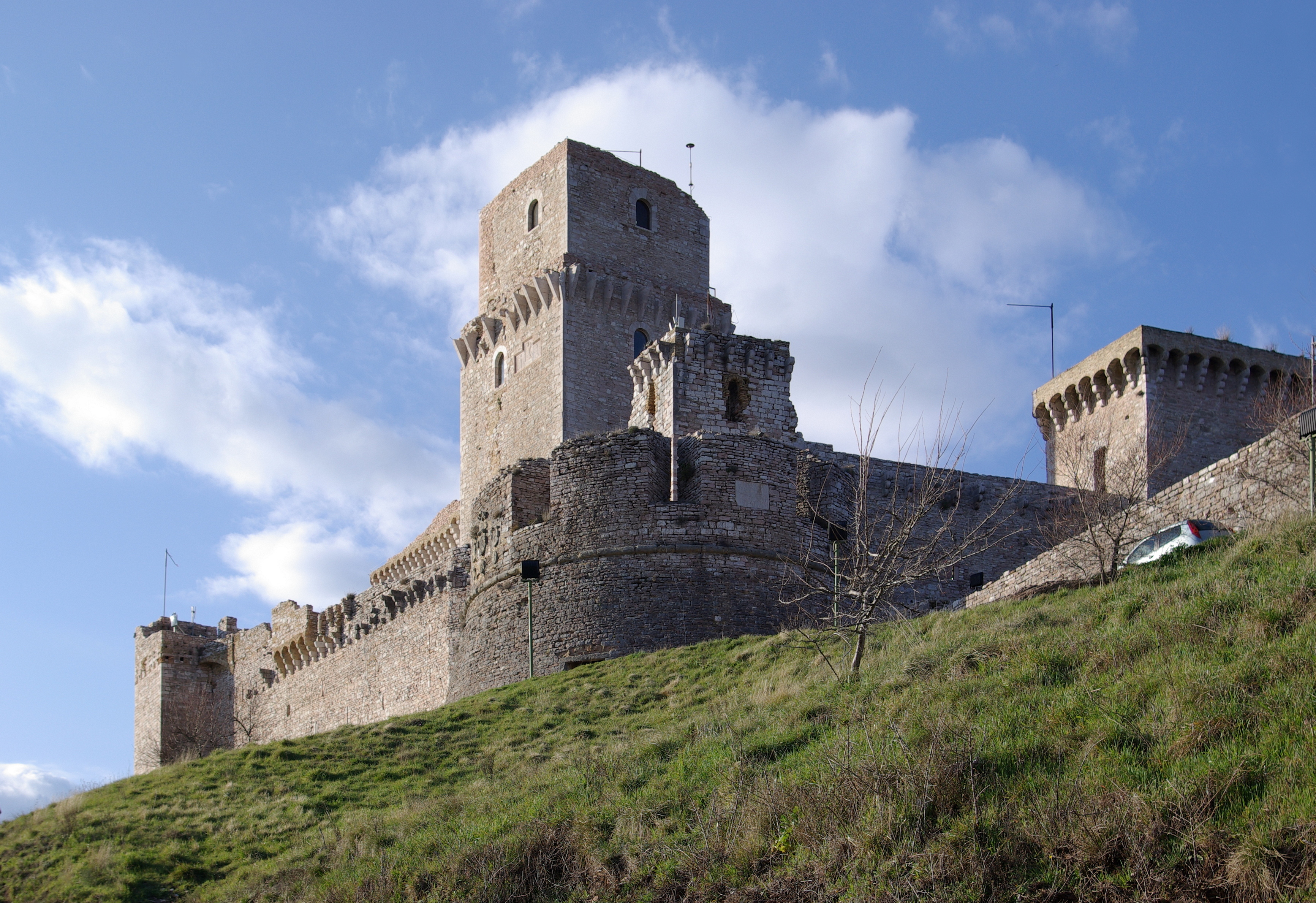
Rocca Maggiore.

## Monuments et musées

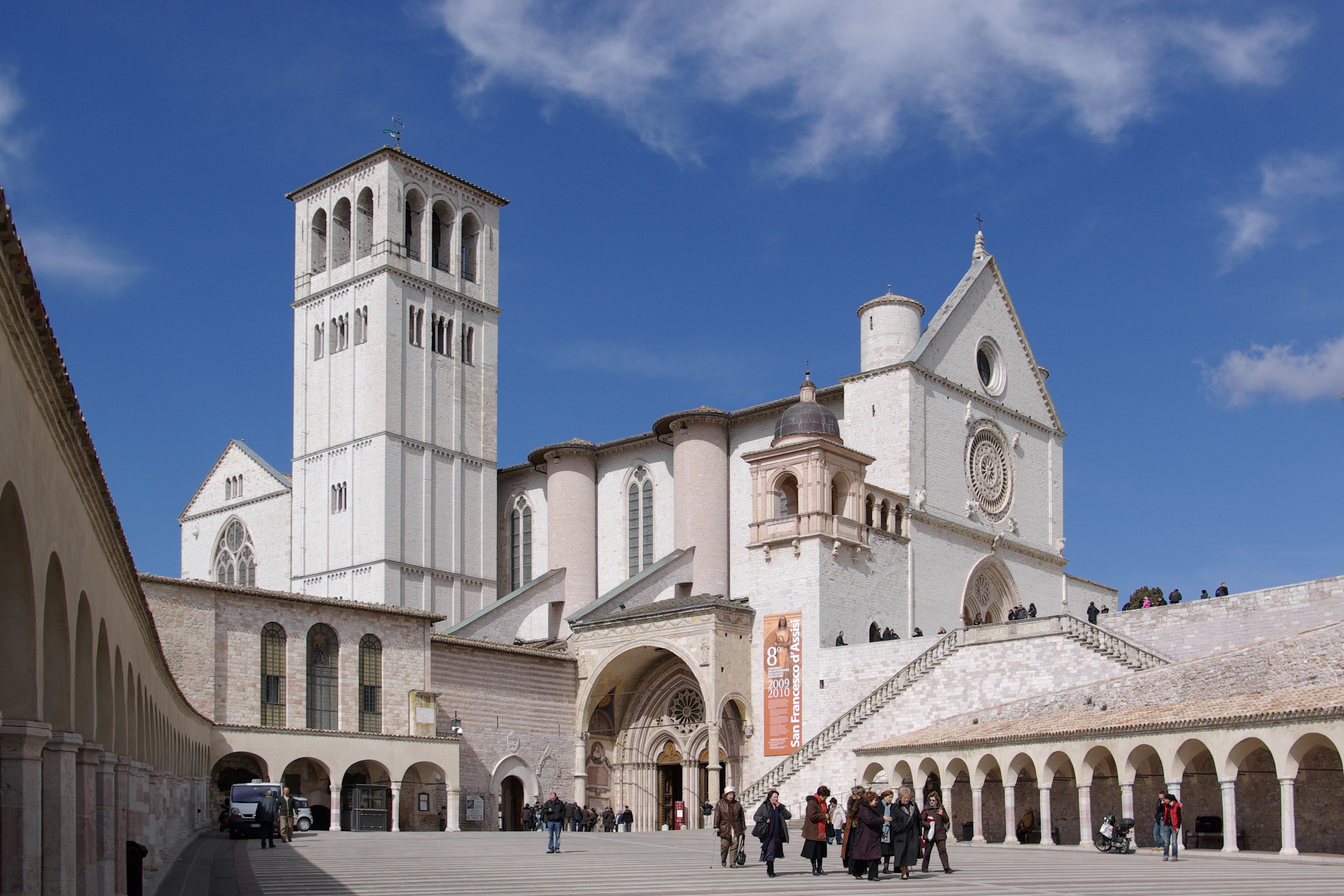
La basilique Saint-François et ses deux églises inférieure et supérieure.

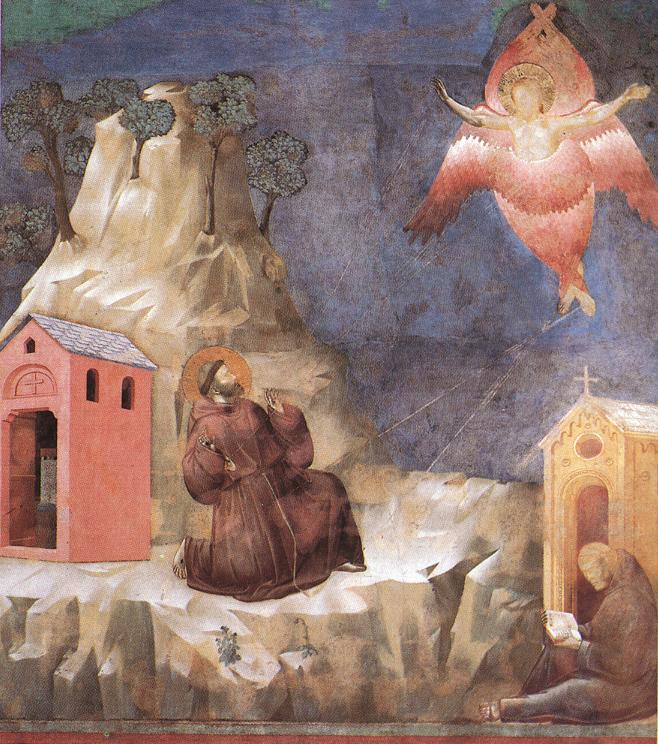
François d'Assise recevant les stigmates par Giotto ayant peint les fresques de sa vie - église supérieure d'Assise.

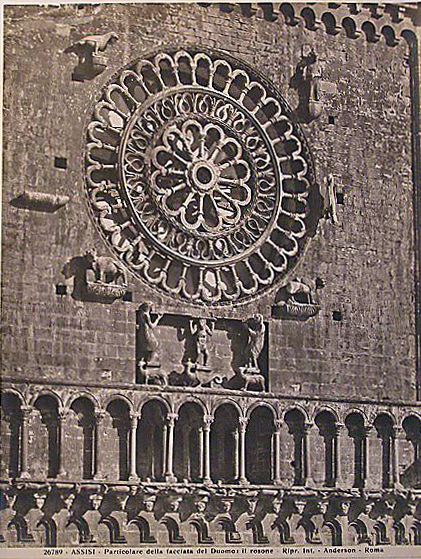
Rosace de la cathédrale
Photographie de Domenico Anderson.

### Églises et édifices sacrés
Assise est avant tout un lieu de pèlerinage et de tourisme de renommée internationale (deuxième en Italie après Rome) et possède à ce titre des monuments majeurs du XIIIe siècle italien, dont les deux églises superposées sous le vocable de basilique Saint-François construites au-dessus de son tombeau. L'église inférieure (1228-1230) et l'église supérieure (1230-1258) sont toutes deux des églises de style gothique, malgré le caractère sombre de la première dû à son insertion dans la roche (Collis Inferni). Le caractère plus éclairé et élevé de la seconde (Colle del Paradiso) marque l'apparition du gothique italien, imprégné des références stylistiques du roman et du gothique français.
Elles sont ornées de nombreuses fresques des premiers maîtres italiens : Cimabue, Duccio di Buoninsegna, Giotto, les Lorenzetti, Simone Martini, etc. Ces fresques sont considérées comme étant le point de départ de la renaissance picturale italienne, avec notamment la Vie de Saint François en 28 tableaux, que lui a consacré Giotto dans la nef de la basilique supérieure.
La ville d'Assise, dont l'ensemble urbain a peu changé depuis le Moyen Âge, garde encore des traces romaines sur un ancien temple romain dédié à Minerve, le temple de Minerve, transformé ensuite en l'église Santa Maria sopra Minerva. Sur la même Piazza del Comune se trouve le palais du Capitaine du peuple (XIIIe siècle) avec sa tour et le palais des Prieurs (XIVe siècle).
La ville abrite d'autres édifices religieux : la basilique Sainte-Claire ; l'église Sainte-Marie Majeure devenue en 2016 le sanctuaire du Dépouillement (Spogliazione) ; la cathédrale San Rufino (ou Duomo) ; la Chiesa di Santa Maria delle Rose, la Chiesa Nuova ; le cloître San Giuseppe.
À quatre cents mètres à l'extérieur de la ville, construite sur un contrefort du mont Subasio, dans le Val di Spoleto, sur le frazione de Santa Maria degli Angeli (Assise) (it), la basilique Sainte-Marie-des-Anges du XVIe siècle, comporte, conservées en son centre, la chapelle de la Portioncule et celle du Transito, ancienne infirmerie où mourut saint François en 1226.
On trouve également hors de la ville la chapelle Saint-Damien, dans la campagne. De l'abbaye Saint-Benoît, fondée au Xe siècle sur les pentes du mont Subasio, détruite en 1399 et restaurée au XVIIe siècle, subsistent les murs d'enceinte, l'abside et la crypte, datant de la seconde moitié du XIe siècle.

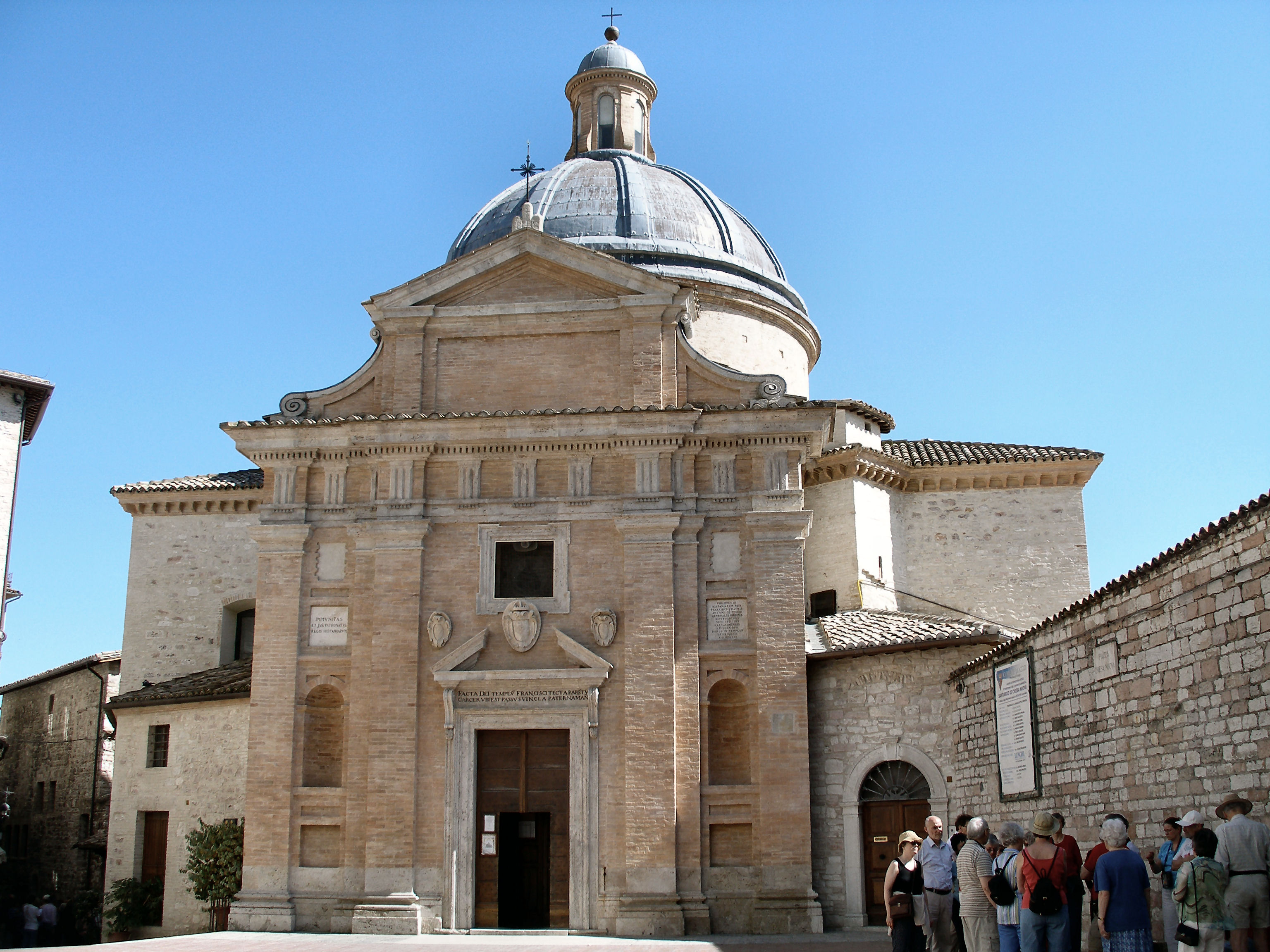
Chiesa Nova.
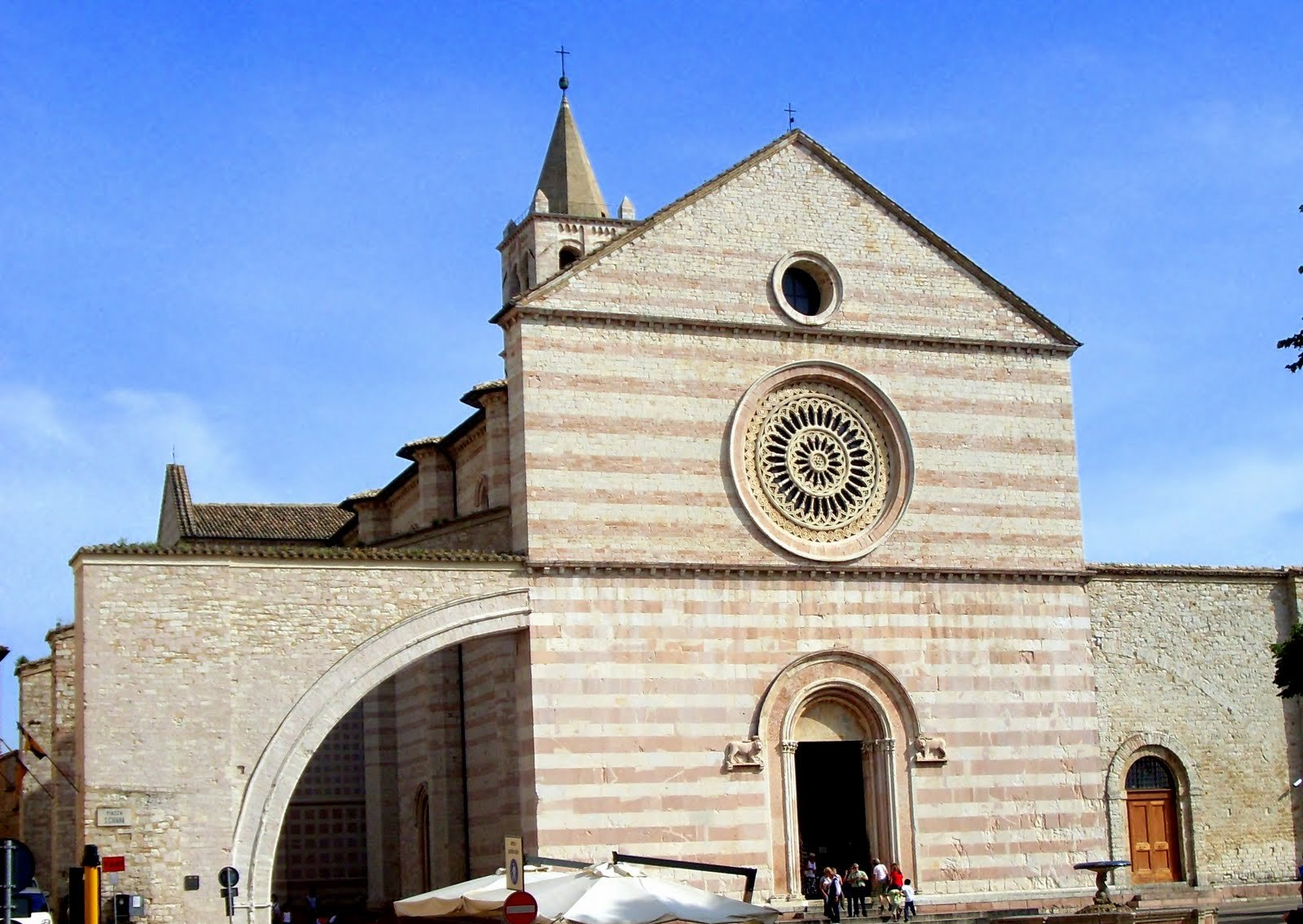
Basilique Sainte-Claire.
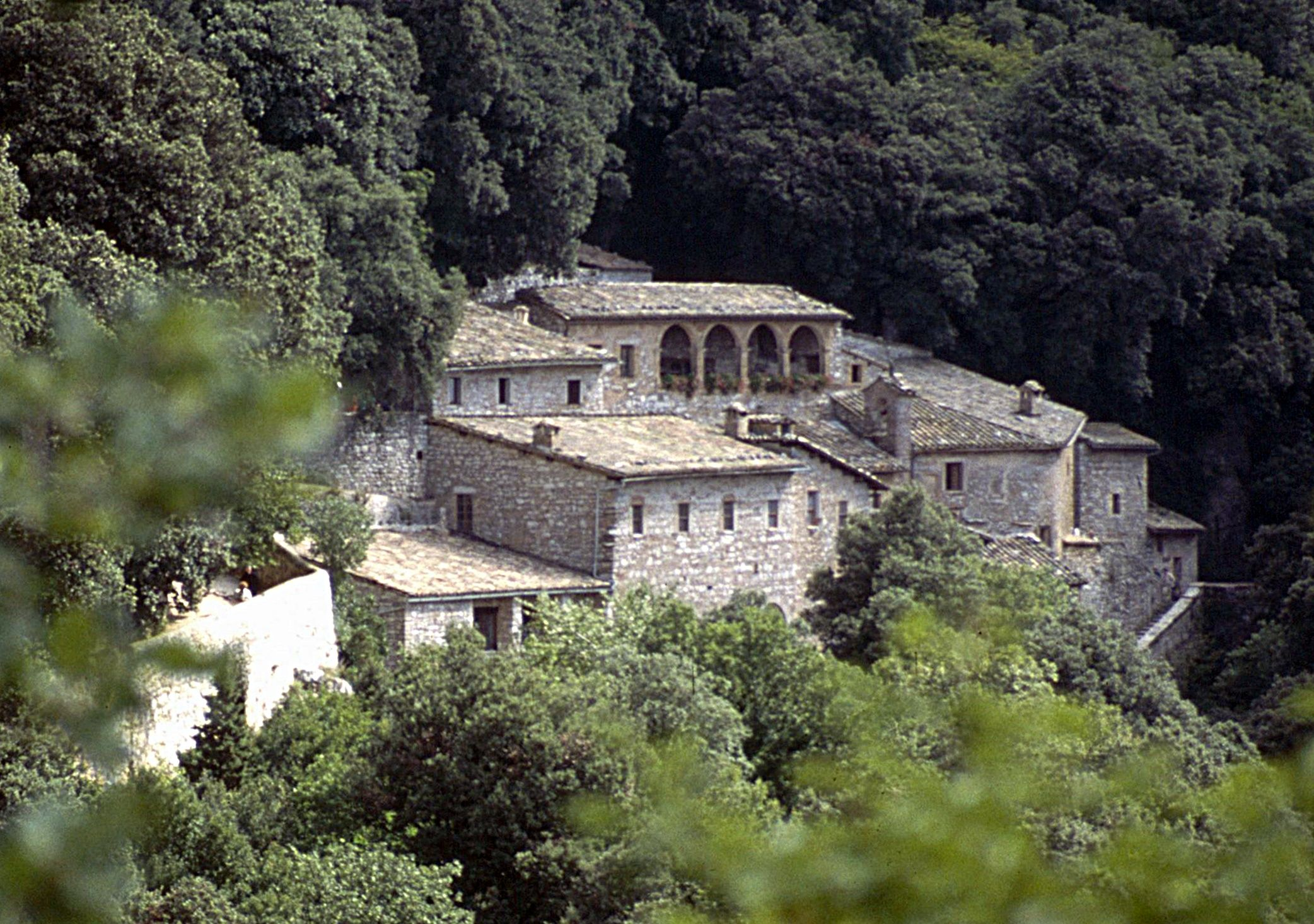
Ermitage des Carceri.
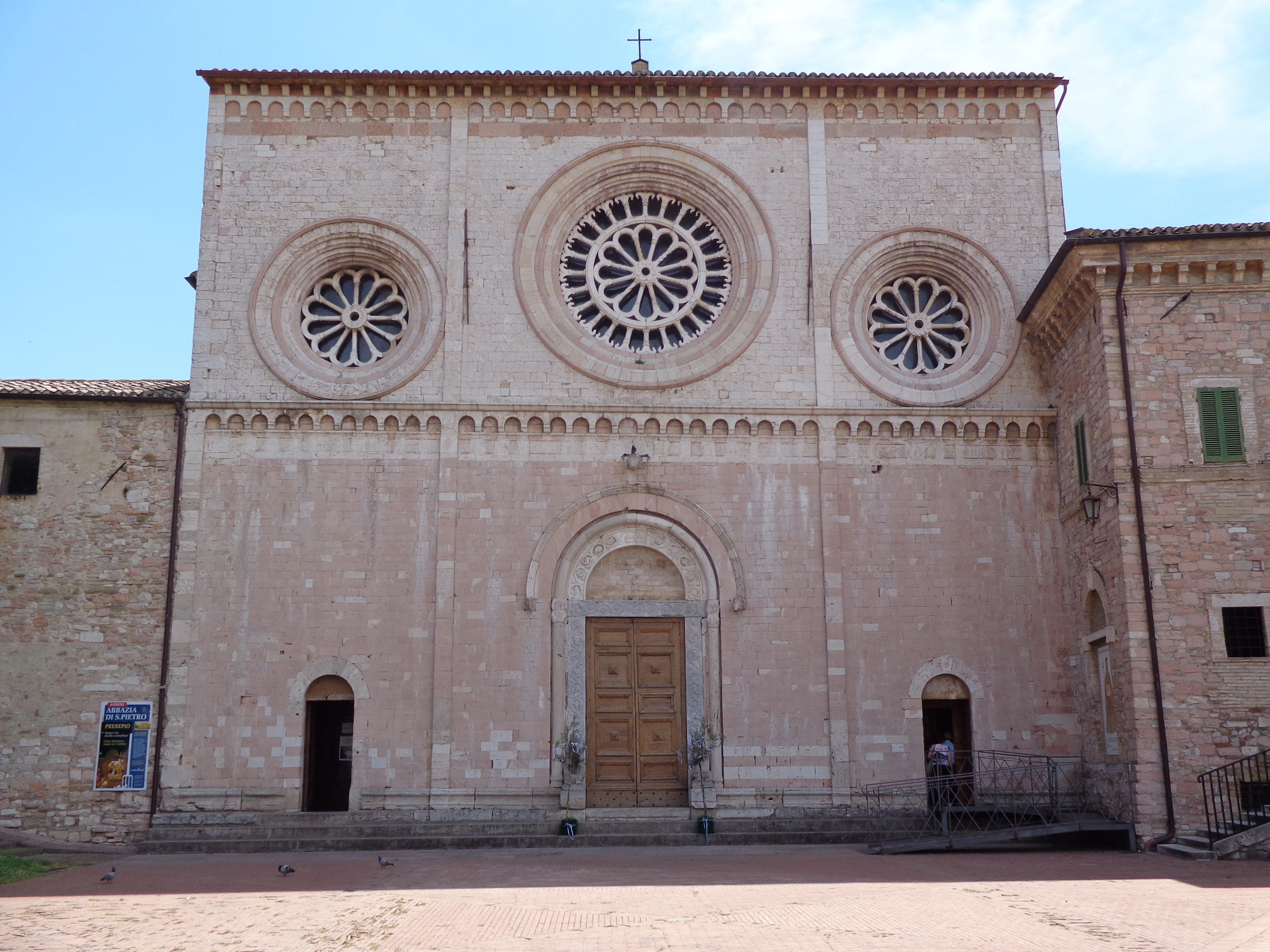
Église San Pietro.
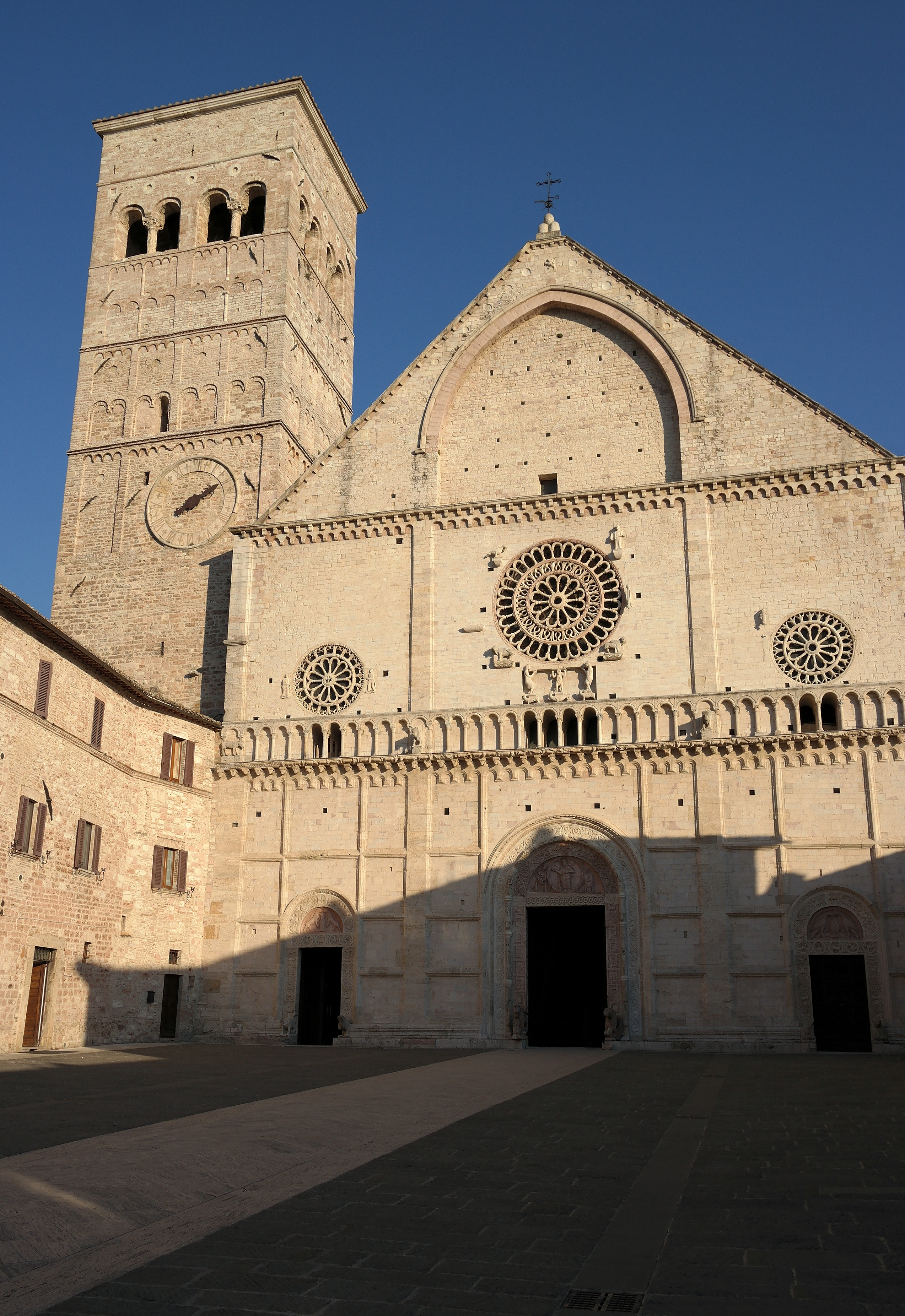
Cathédrale Saint-Rufin.
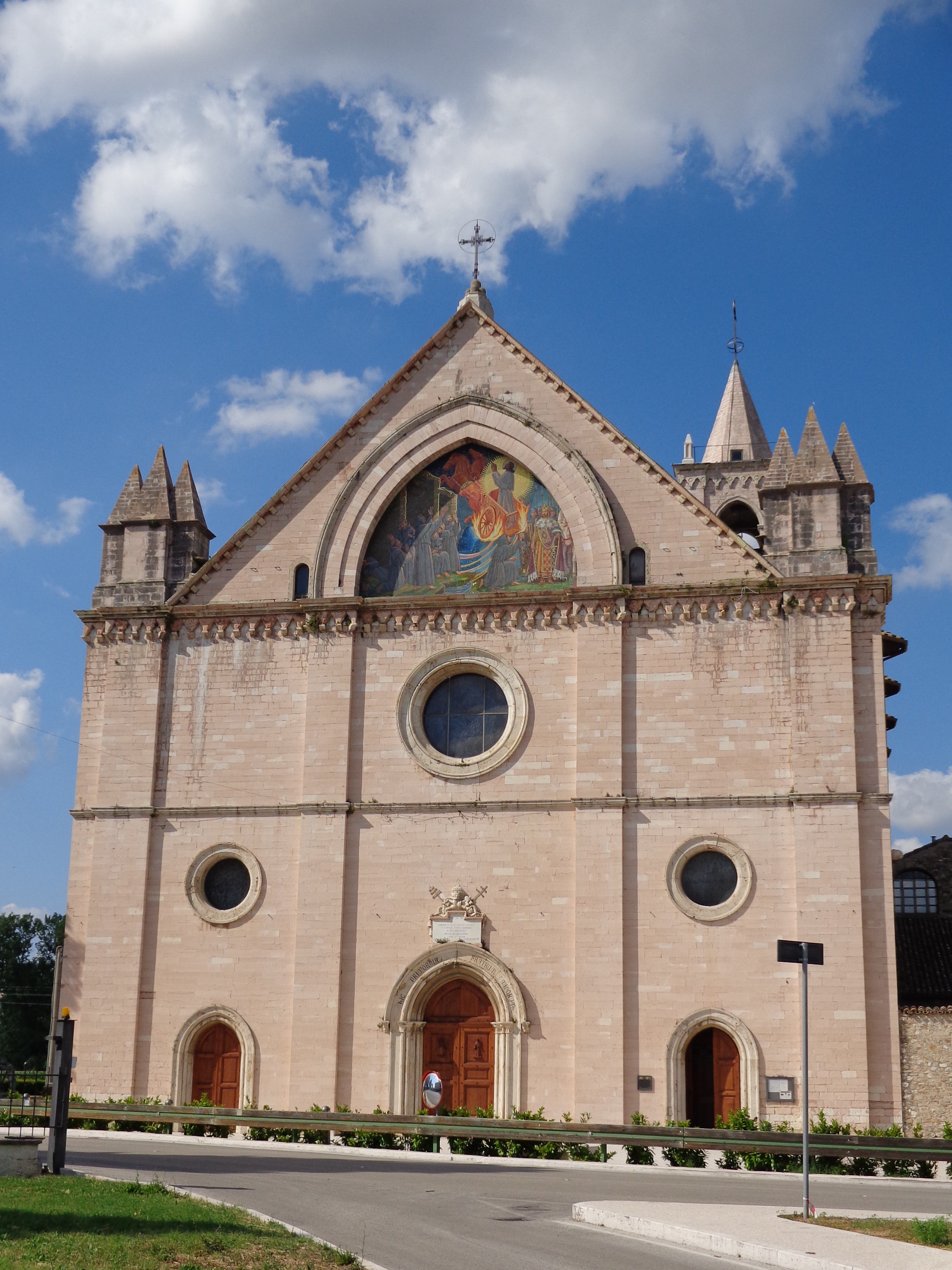
Sanctuaire de Rivotorto.

### Autres monuments

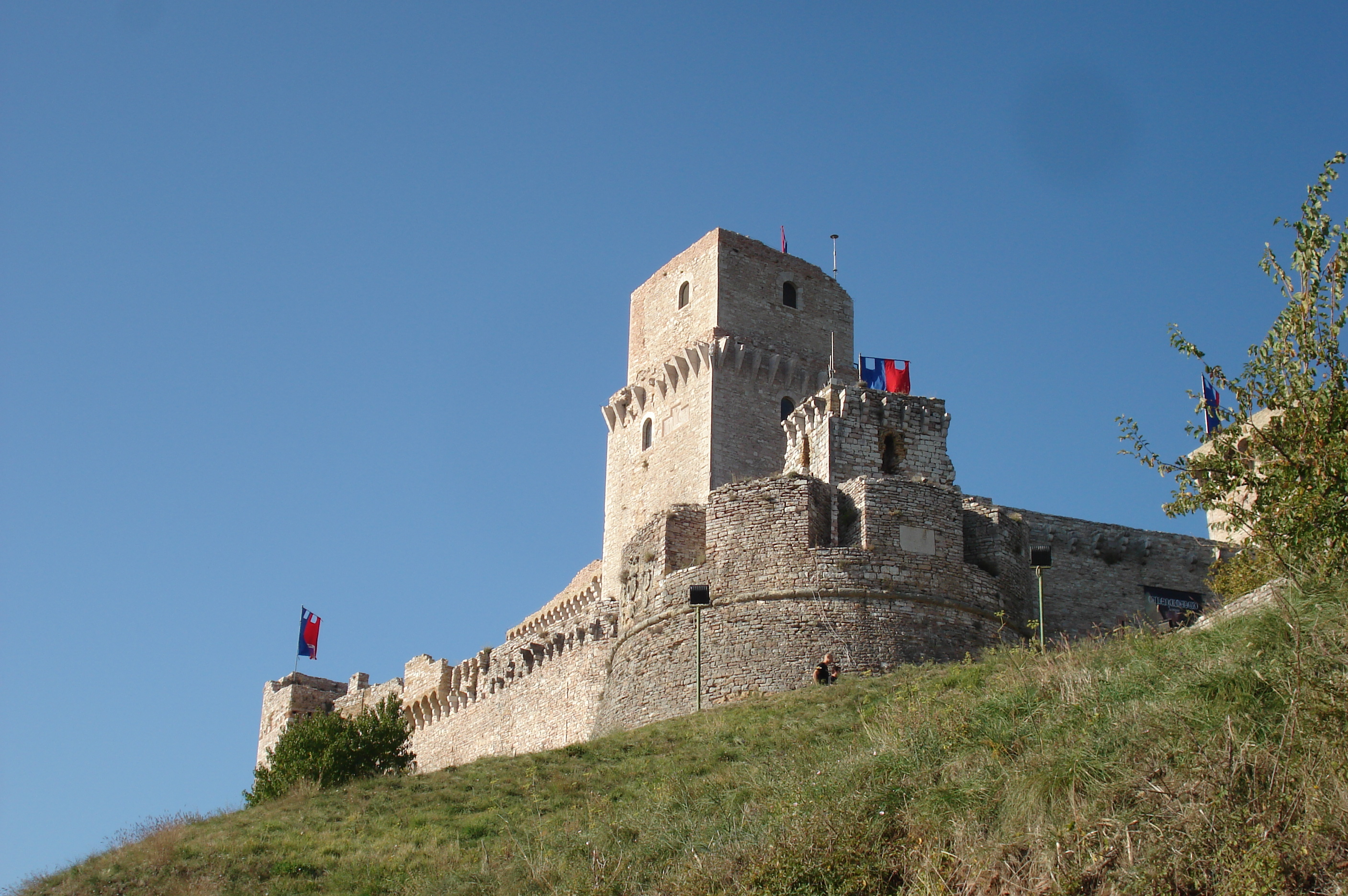
Rocca Maggiore.

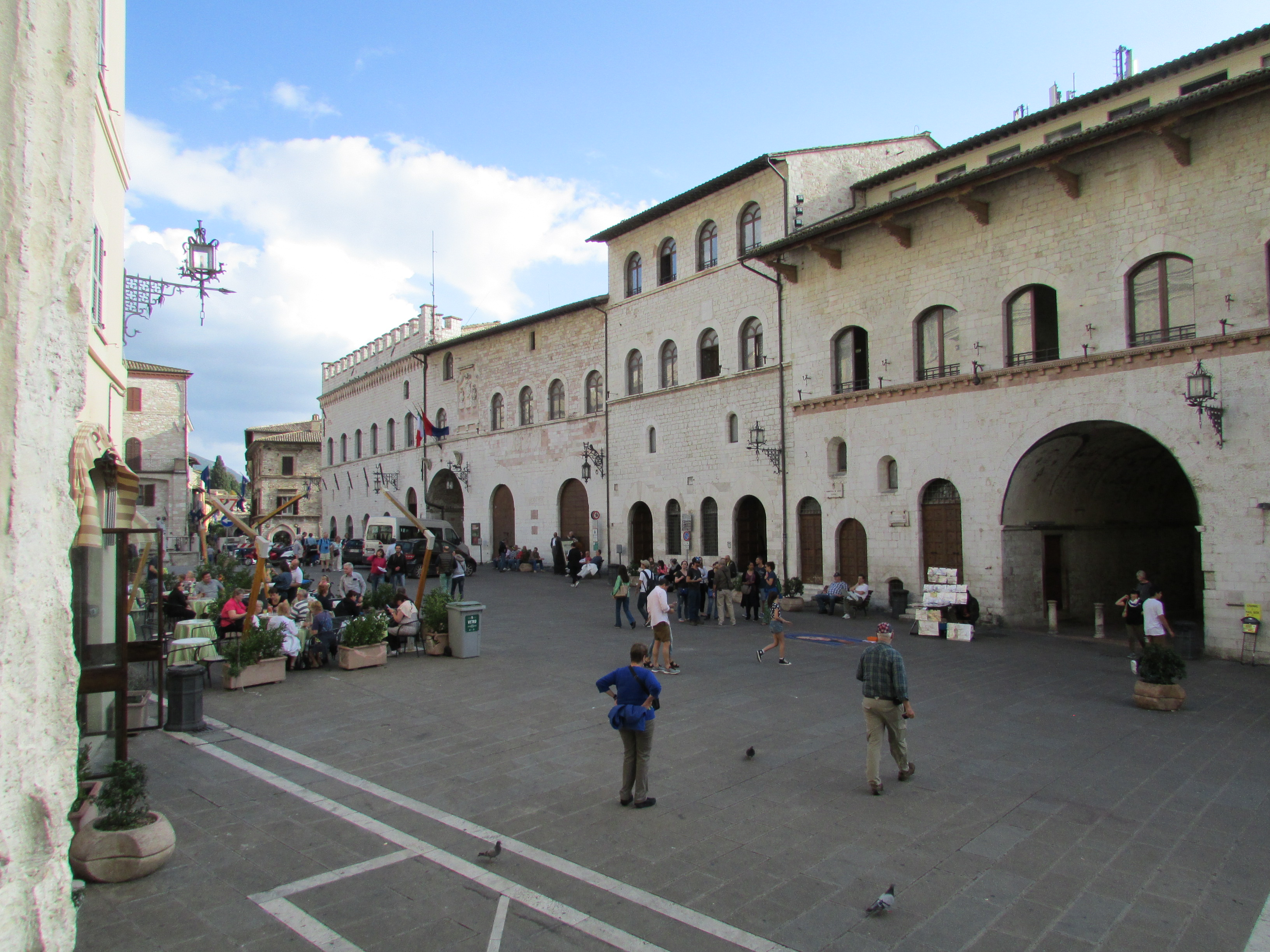
Palazzo dei Priori.

L'amphithéâtre romain, construit dans la première moitié du Ier siècle, a un tracé elliptique, confirmé par le tracé des maisons médiévales et par une arche en coins de travertin, tandis que l'arène est délimitée par une partie bâtie et par un jardin. À l'intérieur de l'arène, certains bâtiments, équipés pour l'hébergement touristique, permettent de profiter d'une vue d'ensemble intéressante sur l'ensemble du site archéologique
La Rocca Maggiore, située au sommet de la colline, surplombant la vallée et construite au début du Moyen Âge, a été détruite en 1198 lors d'un soulèvement populaire contre le duc Conrad d'Urslingen, précepteur du futur empereur Frédéric II de Souabe. Elle a été reconstruite en 1356 par le cardinal Egidio Albornoz, en respectant substantiellement les formes originales ; la tour polygonale a été ajoutée en 1458 et le bastion cylindrique qui flanque l'entrée en 1535-1538. Il semble que Frédéric Barberousse et Frédéric II aient demeuré dans la forteresse alors qu'ils étaient encore enfants.
La zone urbaine de la Piazza del Comune est devenue le centre de la ville seulement au XIIIe siècle. Le côté nord est construit sur le temple de Minerve à gauche duquel a été construit le Palazzo del Capitano del Popolo (milieu du XIIIe siècle-1282), restauré et équipé de créneaux en 1927, ainsi que la Torre del Popolo adjacente (1305), clocher au pied duquel se trouvent des murailles de briques, de tuiles et de tissus en usage dans la ville au XIIIe siècle ; le côté sud est fermé par la construction du Palazzo dei Priori (1275-1493). La Fonte di Piazza, avec trois lions du côté est, remonte au XVIe siècle, tandis que le Palazzo delle Poste du côté ouest, date de 1926.
Assise est membre de l'Organisation des villes du patrimoine mondial. La ville est classée depuis 2000 au patrimoine mondial de l'humanité selon les critères culturels (i), (ii), (iii), (iv) et (vi).

## Culture
En ce qui concerne la formation générale, différents parcours d'études, pour toutes les tranches d'âge, sont disponibles à Assise : école primaire, collège , lycée scientifique (ann.Internat national Principe di Napoli), lycée classique (Sesto Properzio), ITIS-institut technique industriel, Institut des géomètres (Bonghi), Institut d'expertise comptable et commerciale, Institut professionnel d'hôtellerie IPSAR.
La pinacothèque communale a été inaugurée le 21 avril 2007.

### Universités
La ville d'Assise a également son siège universitaire, situé dans le Palazzo Bernabei, branche de la Faculté d'économie de l'Université de Pérouse : les cours concernent l'économie et la gestion des services touristiques, et l'économie du tourisme. En 2010, les cours d'économie du tourisme risquaient de fermer à la suite d'une rationalisation de l'offre éducative décidée par l'université de Pérouse. Les violentes protestations du maire et d'un comité d'étudiants  poussèrent au maintien du siège de l'université et à la création de cours d'économie de tourisme international (diplôme de trois ans) auquel collaborent également l'Université pour étrangers de Pérouse. Au même endroit, est installé le CST, le Centre italien d'études supérieures sur le tourisme.
Par ailleurs, l'Institut théologique d'Assise a été fondé en 1971, affilié à la Faculté de théologie de l'Université pontificale du Latran, qui représente la troisième institution universitaire en Ombrie avec les deux universités de Pérouse. L'institut est installé dans le Sacro Convento.

### Musées
Les principaux musées d'Assise sont :

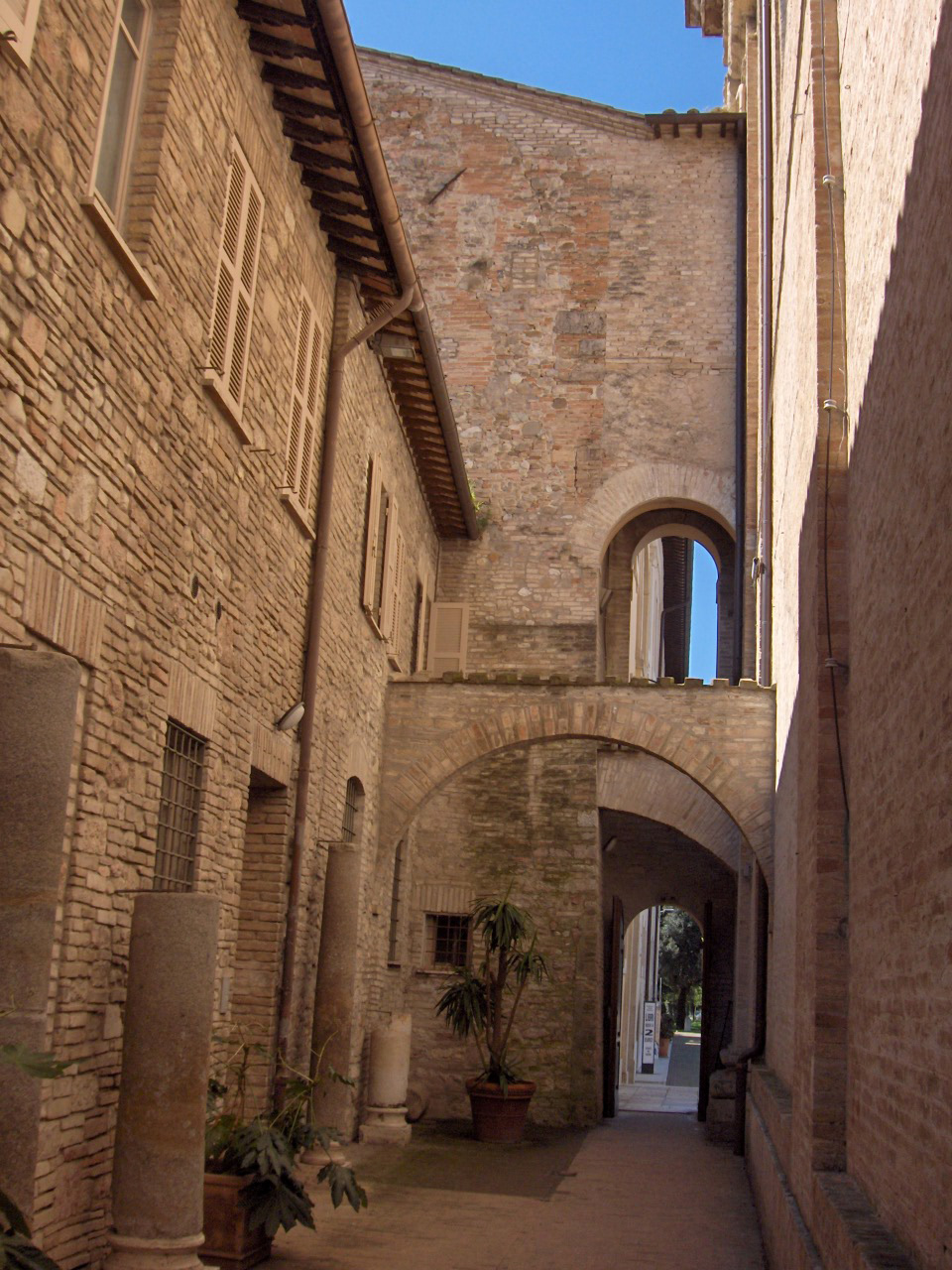
Musée de Sainte-Marie-des-Anges.

- Musée diocésain et crypte de San Rufino
- Musée du trésor de la basilique de San Francesco
- Galerie d'art contemporain - Pro Civitate Christiana
- Musée missionnaire multimédia de l'Europe
- Musée de l'abbaye de San Pietro
- Musée civique et forum romain
- Galerie de photos municipale d'Assise
- Musée de Sainte-Marie-des-Anges
- Musée Porziuncola à Sainte-Marie-des-Anges
- Musée d'art contemporain Père Felice Rossetti de Sainte-Marie-des-Anges

### Évènements
- Calendimaggio (premier week-end après le 1er mai) : reconstitution de la vie médiévale dans un défi entre les deux factions de la ville de « Parte de Sopra » et « Parte de Sotto », avec processions, représentations théâtrales, musique, chants, danses et lanceurs de drapeaux.Calendimaggio

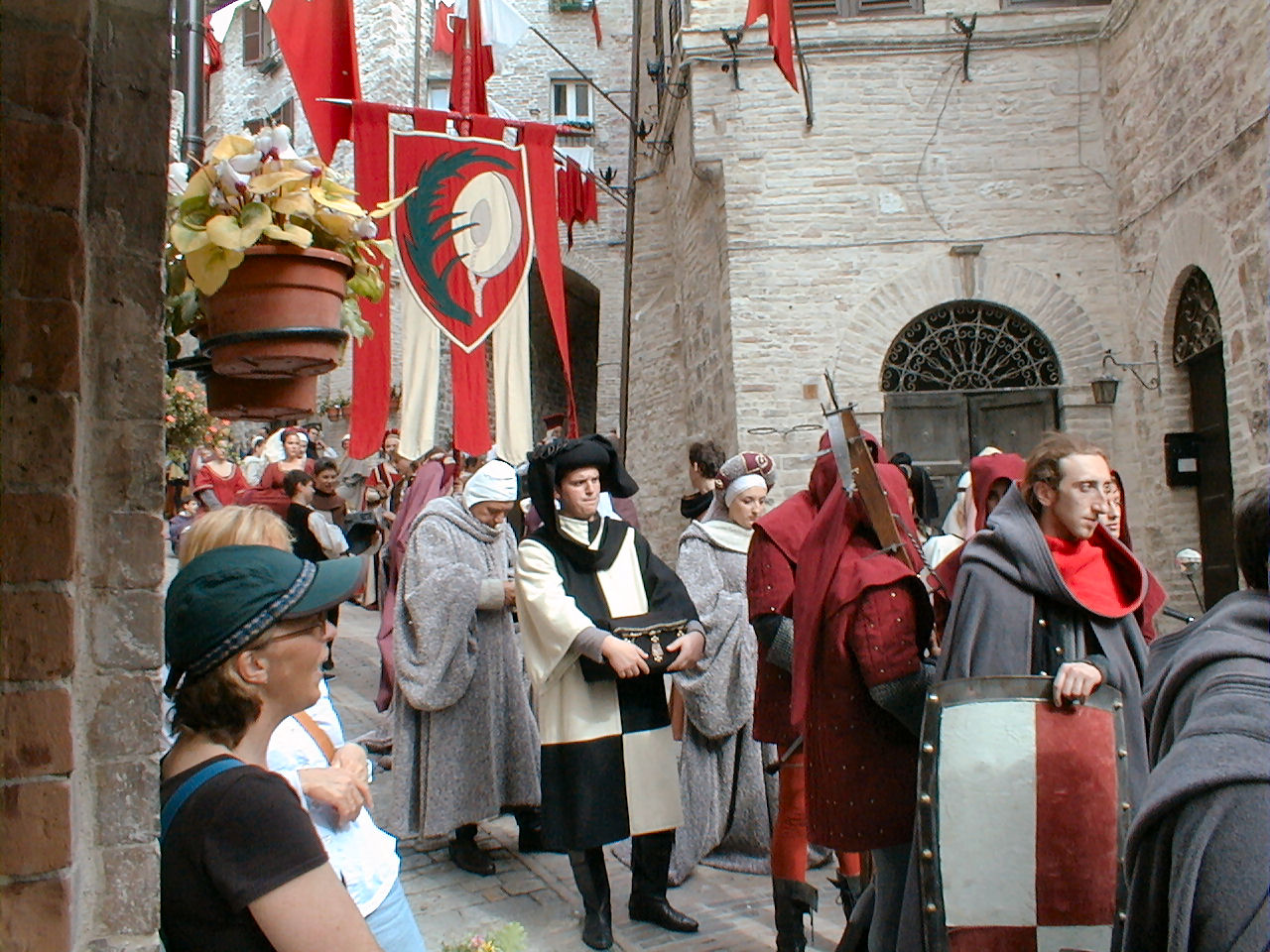
Calendimaggio

- Fête des mères (deuxième dimanche de mai), en mémoire de l'institution de cette fête pour la première fois en Italie en 1957, à Tordibetto, par le curé Don Otello Migliosi.
- Fête du vœu (festa del Voto, 22 juin) : commémoration de l'expulsion des Sarrasins d'Assise par sainte Claire.
- Palio di San Rufino (fin août): reconstitution historique de la période pendant laquelle Assise était divisée en quartiers (San Francesco, San Rufino et Dive Mariae) avec processions, lanceurs de drapeaux et batteurs de la Compagnia Balestrieri d'Assise qui, le dernier jour, se défient dans une compétition de tir à l'arbalète.
- Cavalcade de Satriano (septembre) : des cavaliers en costume d'époque retracent le voyage que les chevaliers d'Assise ont fait pour aller chercher saint François à Nocera Umbra, afin qu'il puisse mourir dans sa ville.Scène du Palio des arbalétriers de San Rufino

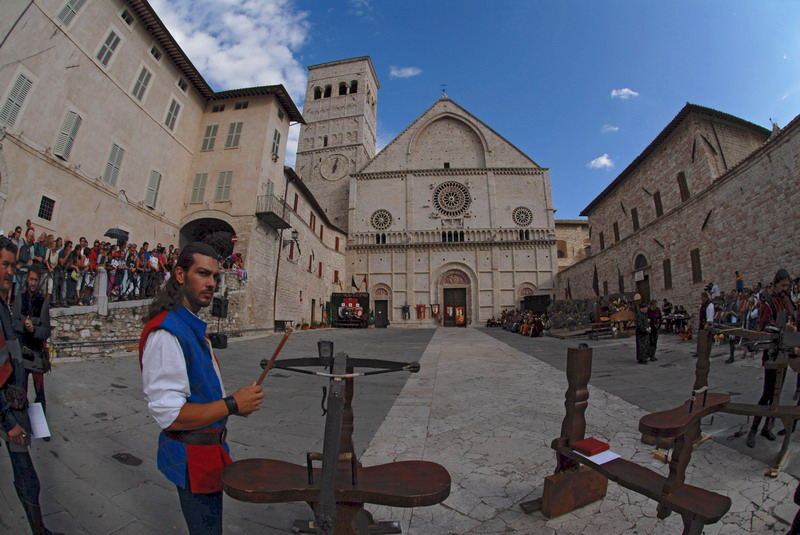
Scène du Palio des arbalétriers de San Rufino

- Festival international de la paix (septembre) : concerts, séminaires, tables rondes et expositions d'art consacrés au thème de la paix, de la solidarité et de l'écologie.
- Marche pour la paix Pérouse-Assise, (septembre-octobre, biennale).
- Fête de saint François (3-4 octobre) : des cérémonies liturgiques solennelles et des événements civiques sont organisés pour célébrer le saint patron de l'Italie, même si depuis 2008, la journée est redevenue une journée de travail et d'études.
- Festival du film d'Assise (fin novembre), événement consacré au cinéma italien, aux acteurs et réalisateurs.
- Dans la nuit du 7 décembre, la Festa della Venuta (fête de la venue) est célébrée en allumant de grands feux de joie[18].
- Palio di Pasqua Rosata : reconstitution historique du palio traditionnel initialement tenu le jour de la Pentecôte.

## Économie
Les activités artisanales, telles que le travail de la céramique, du fer forgé et du bois sont les activités économiques les plus traditionnelles, les plus répandues et les plus actives de la cité. Ses ateliers d'orfèvrerie, d'intarsia, de sculpture sur bois, d'ébénisterie, ceux de sculptures religieuses au ciseau, ainsi que l'art de la restauration, allant du meuble aux instruments de musique et au verre sont réputés.

## Infrastructures et transport

### Chemins de fer
À quelques kilomètres du centre-ville, en descendant dans la plaine près de la ville de Santa Maria degli Angeli, Assise possède sa propre gare sur la ligne Foligno-Terontola.

### Aéroport
À 12 km d'Assise, dans la localité de Sant'Egidio, se trouve l'aéroport international Pérouse-Sant'Egidio.

## Personnalités nées à Assise
- Properce (-47 - -16/-15), poète romain.
- saint François d'Assise (1181-1226)
- sainte Claire d'Assise (1194-1253)
- sainte Agnès d'Assise (1197-1253)
- Puccio Capanna, peintre du Trecento.
- Dono Doni, peintre du Cinquecento.
- Francesco Villamena, graveur.
- saint Gabriel de l'Addolorata (1838-1862), religieux passioniste
- Tullio Cianetti, figure du fascisme.
- Sandro Baldoni, réalisateur.
- Mariano Di Vaio, influenceur

## Personnalités liées à Assise
- Les peintres Cimabue, Duccio, Giotto et Palmerino Guidi, Simone Martini ou encore Giovanni di Pietro ont séjourné et travaillé à Assise.
- bienheureuse Ortolana d'Assise (?-1238), mère de sainte Claire et de sainte Agnès
- bienheureuse Jacqueline de Septisoles (1192-1274), tertiaire franciscaine
- sainte Aimée d'Assise (vers 1200 - 1252), franciscaine
- Bernard de Quintavalle (1175-1241), disciple de saint François
- bienheureux Carlo Acutis (1991-2006), corps exposé à l'église Sainte-Marie Majeure

## Administration
| Période                                  | Période | Identité      | Étiquette | Qualité      |
| ---------------------------------------- | ------- | ------------- | --------- | ------------ |
| 2006                                     | 2011    | Claudio Ricci | PdL       | centre droit |
| Les données manquantes sont à compléter. |         |               |           |              |

### Hameaux
Assise compte les hameaux suivants : Armenzano, Capodacqua, Castelnuovo, Costa di Trex, Colle delle Forche, Eremo delle Carceri, Morra, Palazzo, Paradiso, Passaggio d'Assisi, Petrignano d'Assisi, Pieve San Nicolò, Porziano, Rivo torto, Rocca San Angelo, San Damiano, San Gregorio, Santa Maria degli Angeli (Assise) (it), Santa Maria Lignano, San Vitale, Sterpeto, Torchiagina, Tordandrea, Tordibetto.

### Communes limitrophes
Bastia Umbra, Bettona, Cannara, Nocera Umbra, Pérouse, Spello, Valfabbrica, Valtopina.

## Sport

### Cyclisme
Assise a été la ville d'arrivée d'une étape du Tour d'Italie (Giro) à quatre reprises : la première en 1978, la dernière en 2012. En 1982 et 1995, il s'agissait d'étapes contre la montre.
- 1978 11e étape Terni - Assise, remportée par Bruno Zanoni.
- 1982 3e étape Pérouse - Assise, (temps individuel) remportée par Bernard Hinault.
- 1995 2e étape Foligno - Assise, (chrono individuel) remportée par Tony Rominger.
- 2012 10e étape Civitavecchia - Assise, remportée par Joaquim Rodríguez.

### Football
La principale équipe de football de la ville est Assisi Subasio qui joue dans le championnat de l'excellence ombrienne, cinquième division du championnat italien.

## Source de traduction
- (it) Cet article est partiellement ou en totalité issu de l’article de Wikipédia en italien intitulé « Assisi » (voir la liste des auteurs).